# Oreste Magni
Oreste Magni (Albese con Cassano, 3 marzo 1936 – Ravenna, 16 marzo 1975) è stato un ciclista su strada italiano.
Professionista dal 1957 al 1966, conta la vittoria di una tappa al Giro d'Italia.

## Carriera
Magni ottenne dieci successi tra i quali, da indipendente, nel 1959 il Trofeo dell'Unione Velocipedistica Italiana che lo lanciò all'attenzione di squadre più importanti, come la Ignis.
Fu gregario ma ottenne anche alcuni risultati, come il terzo posto nel Trofeo Baracchi del 1957 in coppia con Aldo Moser, sempre terzo nella Milano-Vignola del 1963, vinse una tappa al Giro d'Italia 1961 e soprattutto il Trofeo Matteotti 1960. Morì nella sua villetta sull'Adriatico, per le esalazioni di gas della sua stufa.

## Palmarès
- 1957 (dilettanti)

Coppa Città del Marmo
Gran Premio Comune di Cerreto Guidi
- 1960 (Ignis, quattro vittorie)

Trofeo Matteotti
2ª tappa, 2ª semitappa Volta a Portugal (Vila do Conde > Vila do Conde)
6ª tappa Volta a Portugal (Covilhã > Tomar)
7ª tappa Volta a Portugal (Tomar > Lisbona)
- 1961 (Fides, una vittoria)

4ª tappa Giro d'Italia (Cagliari > Cagliari)
- 1965 (Asborno, una vittoria)

Monaco-Zurigo

### Altri successi
- 1959 (Emi-Guerra)

Classifica generale Trofeo dell'U.V.I.

## Piazzamenti

### Grandi giri
- Giro d'Italia

1958: fuori tempo (8ª tappa)
1959: ritirato
1961: 77º
1962: ritirato
1963: ritirato
1964: 89º
- Tour de France

1962: ritirato (3ª tappa)
- Vuelta a España

1966: ritirato

### Classiche monumento
- Milano-Sanremo

1960: 99º
1961: 123º
- Parigi-Roubaix

1962: 73º
- Giro di Lombardia

1959: 8º